# Championnats du monde de triathlon longue distance 2009
Les Championnats du monde de triathlon longue distance 2009 présentent les résultats des championnats mondiaux longue distance de triathlon en 2009 organisés par la fédération internationale de triathlon.
Ces 16e championnats se sont déroulés à Perth en Australie le 21 octobre 2009.

## Distances
| Distances course (kilomètres) | Distances course (kilomètres) | Distances course (kilomètres) |
| Natation                      | Vélo                          | Course à pied                 |
| ----------------------------- | ----------------------------- | ----------------------------- |
| 3                             | 80                            | 20                            |

## Résultats

### Homme
| Rang   | Athlète           | Pays             | Temps           |
| ------ | ----------------- | ---------------- | --------------- |
| Or     | Timothy O'Donnell | États-Unis       | 3 h 48 min 15 s |
| Argent | Sylvain Sudrie    | France           | 3 h 49 min 22 s |
| Bronze | Martin Jensen     | Danemark         | 3 h 49 min 33 s |
| 4      | Jan Rehula        | Tchéquie         | 3 h 50 min 25 s |
| 5      | Paul Ambrose      | Royaume-Uni      | 3 h 50 min 38 s |
| 6      | François Chabaud  | France           | 3 h 51 min 12 s |
| 7      | Leon Griffin      | Australie        | 3 h 52 min 57 s |
| 8      | Julien Loy        | France           | 3 h 54 min 40 s |
| 9      | Kieran Doe        | Nouvelle-Zélande | 3 h 56 min 49 s |
| 10     | Clayton Fettell   | Australie        | 3 h 56 min 56 s |

### Femme
| Rang   | Athlète               | Pays        | Temps           |
| ------ | --------------------- | ----------- | --------------- |
| Or     | Jodie Swallow         | Royaume-Uni | 4 h 07 min 38 s |
| Argent | Rebekah Keat          | États-Unis  | 4 h 18 min 49 s |
| Bronze | Delphine Pelletier    | France      | 4 h 19 min 27 s |
| 4      | Sibylle Matter        | Suisse      | 4 h 21 min 43 s |
| 5      | Lucie Zelenková       | Tchéquie    | 4 h 26 min 48 s |
| 6      | Amelia Pearson        | Australie   | 4 h 28 min 20 s |
| 7      | Lisa Marangon         | Australie   | 4 h 30 min 37 s |
| 8      | Merja Kiviranta       | Finlande    | 4 h 31 min 10 s |
| 9      | Pip Taylor            | Australie   | 4 h 31 min 55 s |
| 10     | Rebecca Witinok-Huber | États-Unis  | 4 h 33 min 18 s |

## Tableau des médailles
| Rang  | Nation      | Or | Argent | Bronze | Total |
| ----- | ----------- | -- | ------ | ------ | ----- |
| 1     | États-Unis  | 1  | 0      | 0      | 1     |
| -     | Royaume-Uni | 1  | 0      | 0      | 1     |
| 3     | France      | 0  | 1      | 1      | 2     |
| 4     | Australie   | 0  | 1      | 0      | 1     |
| 5     | Danemark    | 0  | 0      | 1      | 1     |
| Total | Total       | 2  | 2      | 2      | 6     |